# Años 310
Los años 310 o década del 310 empezó el 1 de enero del 310 y terminó el 31 de diciembre del 319.

## Acontecimientos
- San Melquíades sucede a San Eusebio como papa en el año 311
- San Silvestre sucede a San Melquíades como papa en el año 314
- Batalla del Puente Milvio